# Estación Andacollo
Andacollo fue una estación de ferrocarril que se hallaba en la comuna de Coquimbo, en la región homónima de Chile. Se encontraba en la localidad rural de El Peñón, a 119 m s. n. m., razón por la cual también algunas fuentes mencionan a la estación con dicho nombre.

## Historia
La estación fue inaugurada en 1862, cuando el ferrocarril que uniría las ciudades de La Serena y Coquimbo con Ovalle alcanzaba el sector de Las Cardas; posteriormente llegaría hasta Higueritas en 1866 y Angostura en 1870. Enrique Espinoza consigna la estación en 1897, al igual que José Olayo López en 1910 y Santiago Marín Vicuña en 1916, quienes la incluyen en sus listados de estaciones ferroviarias, así como también en mapas de 1929 la estación aparece en el trazado.
Si bien la estación era denominada Andacollo, no se encontraba específicamente en dicha localidad, sino que en la base del camino que ascendía por los cerros hasta dicho poblado, que actualmente es parte de la Ruta D-51. En la cabecera sur de la estación existían 3 puentes, denominados Andacollo 1, Andacollo 2 y Andacollo 3, que poseían una longitud de 63,3 metros en el caso de los primeros dos, y de 9,75 en el caso del tercero. También existía un puente Andacollo 4, que se encontraba a 6 km de los primeros tres y tenía una longitud de 6 metros.
La estación dejó de prestar servicios cuando el Longitudinal Norte suspendió el transporte de pasajeros en junio de 1975, siendo suprimida mediante decreto del 6 de noviembre de 1978. Posteriormente la estación fue abandonada y demolida, quedando solamente algunas ruinas de la construcción.